# Чики (телесериал)
«Чи́ки» — российский комедийно-драматический сериал производства  компаний «НМГ Студия» и «Марс Медиа». Сериал стал одним из оригинальных проектов линейки more originals.
Премьера двух первых серий состоялась 4 июня 2020 года на онлайн-сервисе more.tv. Новые серии размещались еженедельно по четвергам. Заключительная серия была опубликована 16 июля 2020 года.

## Сюжет
Проститутки Света, Люда и Марина работают на одной из трасс небольшого южного российского города. Из Москвы к ним возвращается их подруга Жанна, которая предлагает им открыть собственный бизнес и начать новую жизнь.
Героиням противостоит их бывший сутенёр, бизнесмен Валера, а также его племянник, бандит и казак Данила.
Параллельно развивается линия Ромы — сына Жанны. Отец Ромы Костя пытается наладить отношения с сыном, но Жанна не желает иметь с ним никаких дел.
Героини теряют деньги из-за мошенников, и им так и не удаётся открыть свой бизнес. Жанна попадаёт в серьёзные неприятности. Однако в конечном итоге благодаря инициативе Жанны её подруги действительно оставили прежнюю жизнь, каждая из них нашла любовь и так или иначе развила отношения со своей семьёй.

## В ролях

### В главных ролях
| Актёр           | Роль   |
| --------------- | ------ |
| Ирина Горбачёва | Жанна  |
| Ирина Носова    | Света  |
| Варвара Шмыкова | Люда   |
| Алёна Михайлова | Марина |

### Второстепенные роли
| Актёр                 | Роль            |
| --------------------- | --------------- |
| Михаил Тройник        | отец Сергий     |
| Даниил Кузнец         | Ромка           |
| Виталий Кищенко       | Валера          |
| Виктория Толстоганова | мама Марины     |
| Стивен Окснер         | Костя           |
| Антон Лапенко         | Юра полицейский |
| Сергей Гилёв          | Данила          |
| Иван Фоминов          | Антон           |
| Николай Денисов       | папа Светы      |
| Анатолий Матешов      | папа Люды       |
| Сергей Баринов        | дедушка Марины  |
| Татьяна Шкрабак       | бабушка Марины  |
| Марина Иванова        | мачеха Люды     |

## Эпизоды
| Сезон | Сезон | Серии | Период трансляции     |
| ----- | ----- | ----- | --------------------- |
|       | 1     | 8     | 4 июня — 16 июля 2020 |

## Производство
Съёмки пилотной серии проекта прошли в августе 2018 года.
Съёмки сериала проходили с июля по октябрь 2019 года в Кабардино-Балкарии. Рабочими названиями сериала были «Пять женщин» и «Петь, пить, плакать».
4 сентября 2019 года в городе Прохладный съёмочную группу сериала обстрелял из охотничьего ружья «Сайга» местный житель, находившийся в состоянии алкогольного опьянения. Он выстрелил 15 раз с третьего этажа многоэтажки по улице Свободы, 82, повредив один из съёмочных автомобилей. Перед этим мужчина выкрикивал оскорбления, а также скинул на актёров арбуз. Никто не пострадал, злоумышленника задержала полиция.
Фотографии съёмочного процесса сериала делал фотограф Дмитрий Марков, снимающий в своей особой стилистике только на iPhone. После окончания работы над сериалом Маркова пригласил на съёмки своего нового фильма «Петровы в гриппе» режиссёр Кирилл Серебренников.
Проект был представлен на I виртуальном рынке российского контента Key Buyers Event Digital Edition, который проходил с 8 по 14 июня 2020 года.
27 июля 2020 года создатель сериала Эдуард Оганесян официально заявил о том, что сериал не будет продлён на второй сезон.

## Саундтрек
Автором одного из саундтреков стал Иван Дорн. Его трек «Чики» вышел 4 июня 2020 года на лейбле Masterskaya и доступен в Apple Music. Также в Apple Music появятся плейлист с музыкой всего первого сезона и личные плейлисты исполнительниц главных ролей.
17 июня 2020 года Иван Дорн выпустил лирик-видео на песню «Чики» с крестами, подсолнухами и кукурузой.

Сначала была одна версия саундтрека. Она была написана, основываясь на некоторых сценах из сериала, которые нам с Суреном Томасяном (сопродюсер трека) дали прочитать. И она не подошла. Неудивительно, ибо ошибка всех нас была в том, что нужно сначала увидеть сериал, а потом писать к нему саундтрек.
Когда же в итоге мы посмотрели три первые серии в черновом монтаже, то мы поняли, в чём была ошибка. Это не про бас-гитару, фанки-грув и светлое будущее. Это про техно-драм-машину «Роланд 909», про кислотный синт TB-303 и про жизненный треш, в котором остается только грызть за свою свободу или уповать на Бога. И я дико счастлив быть частью этого проекта, ибо он — лучшее, что происходило в сериальной жизни наших стран!
— Иван Дорн
| Исполнитель           | Название композиции                                |
| --------------------- | -------------------------------------------------- |
| Иван Дорн             | Чики                                               |
| Sin With Sebastian    | Shut Up (and Sleep with Me) [Original Airplay Mix] |
| Nelson Can            | You Are Digging Your Grave                         |
|                       | I Wanna Be with You                                |
| Магамет Дзыбов        | Хазбулат                                           |
| Тося Чайкина          | Слёз                                               |
| Не твоё дело          | Я буду рядом                                       |
| Владимир Кузьмин      | Когда меня ты позовёшь                             |
| Луна                  | Алиса                                              |
| Алиса Мон             | Алмаз                                              |
| Ярослав Евдокимов     | Фантазёр                                           |
| МакSим                | Знаешь ли ты                                       |
| Namosh                | O' Morto                                           |
| Shukar Collective     | The Snake                                          |
|                       | Lautarium                                          |
| Bratia Stereo         | Ding Dong                                          |
|                       | Devil or God                                       |
| «Комиссар»            | Ты уйдёшь                                          |
| «Унесённые ветром»    | Какао                                              |
|                       | Полтергейст                                        |
| Right Said Fred       | I’m Too Sexy                                       |
| «Недры»               | Чуешь                                              |
| NAT feat. Samplekilla | Улыбнись                                           |
| Ассаи                 | Иду за тобой                                       |
| Петлюра               | Алёша                                              |
| Pompeya               | Cheenese                                           |
| Sirotkin              | Навсегда                                           |
| Максим Фадеев         | Беги по небу                                       |
| Валерий Залкин        | Одинокая ветка сирени                              |
| Сабрина               | Она                                                |
| A-ha                  | Velvet                                             |
| The Temper Trap       | Soldier On                                         |

## Рейтинги
Сериал показал самый успешный старт в истории онлайн-кинотеатра more.tv. За три недели первые четыре серии сериала собрали 3,5 миллиона просмотров. Проект также возглавил топ самых популярных проектов по запросам на «КиноПоиске» и независимый рейтинг портала Filmpro по популярности сериалов в Интернете.

## Награды
- 2021 — лауреат Третьей национальной премии в области веб-индустрии в номинациях «Онлайн-событие года» и «Лучший интернет-сериал (хронометраж эпизода более 24 минуты)[25]
- 2021 — лауреат IX премии Ассоциации продюсеров кино и телевидения в номинациях «Лучший сериал (5-24 серии)», «Лучшая режиссерская работа» (Эдуард Оганесян), «Лучшая оригинальная музыка к сериалу» (Сурен Томасян, Иван Дорн), «Лучшая операторская работа» (Юрий Никогосов, Михаил Дементьев), «Лучшая работа кастинг-директора» (Екатерина Малютина, Эдуард Оганесян)[26]
- 2021 — лауреат сценарной премии имени драматурга Валентина Черных «Слово» в номинации «Лучший сценарий многосерийного фильма» (Эдуард Оганесян, Настя Кузнецова, Антон Коломеец)[27]

## Мнения о сериале
Сериал получил неоднозначные оценки зрителей, критиков и журналистов.
- Вадим Богданов, InterMedia:

Есть в нём что-то, соблазняющее на просмотр. Возможно, это летняя атмосфера такого узнаваемого и притягательного юга российской глубинки.
- Сергей Сычёв, «Известия»:

Это не эпатажное хулиганство на слабо, а сатира в духе Гоголя и Салтыкова-Щедрина, гуманистическая, наблюдательная и сочувствующая униженным и оскорблённым, которых всегда гораздо больше, чем мы привыкли думать.
- Тимур Алиев, Канобу:

Ни одна из заявленных в сериале тем зрителя не цепляет, чтобы тот с нетерпением ждал следующего эпизода. Юмор натыкается на глупые параллели, драма бьётся о стену невосприимчивости.
- Тамара Ходова, ТАСС:

Пока сериал проходит по больной теме по касательной, не решаясь в открытую столкнуться с проблематикой, которую сам же и создал, но при этом он не боится с каждым эпизодом усложнять себе задачу.
- Сергей Ефимов, «Комсомольская правда»:

Главное, что в „Чиках“ ошарашивает с первых секунд — невероятная, непостижимая правда в жизни в кадре.
- Виктория Беликова, RT:

Несмотря на красивую картинку, которая может создать у зрителя ложное представление, что ему предстоит лёгкое кино, и обилие юмора в сюжете, драма в „Чиках“ со временем становится всё сильнее и очевиднее.
- Маша Токмашева, Кино-театр.ру:

Помимо ярких актёрских находок „Чики“ отличаются редким чувством языка. Если сюжетно сериал — особенно поначалу — хромает и выглядят затянутым, то в плане диалогов вопросов к нему не возникает.
- Мария Кувшинова, kimkibabaduk:

Зритель, привыкший, что в отечественном кино, даже авторском, реальность всегда редуцирована, что бо́льшая часть сложных вопросов останется в слепой зоне, что гендерные роли будут распределены в строгом соответствии с „нормой“, начнёт удивляться уже с первых минут, заметив, что „Чики“ существуют не для умолчаний.
- Ксения Ильина, «Кино ТВ»:

От толерантности создателей „Чик“, особенно в сравнении с другим контентом условного русского телевидения, хочется плакать очищающими слезами счастья: так, героиня Горбачёвой, застав своего десятилетнего сына в макияже и её старых платьях, лишь просит Рому в будущем сообщить, гей ли он, когда „определится“, — а то тушь нынче дорогая и надо бы заранее понимать, в какую копейку влетит дитя. Жанна не злится и не начинает ругать сына — она с будничным выражением лица лишь просит ничего от неё не скрывать. Я, признаться, в русских сериалах не видела такого никогда и не уверена, что скоро увижу. Но в том-то и дело: на этот пассаж обращаешь внимание лишь с непривычки — хотя никогда диалог матери с сыном не смотрелся более естественным.
- Максим Сухагузов, «Афиша»:

Кони, бороды, нагайки, православие, кредитование, полицейские, фитнес, низвержение маскулинности и придорожная проституция — уже на уровне тегов это вызывает точки напряжения и поводы для недопонимания у местного менталитета (что даже привело к реальному нападению на группу во время съёмок). Но авторам каким‑то чудом удаётся всё это сочетать и не проваливаться в очередные стереотипы.
- Мария Лащёва, «Огонёк»:

В этом кино проституция не романтизируется и не эротизируется, но оставляет тошнотворное, отталкивающее впечатление; и в то же время фильм очеловечивает образы тех, кто оказался вовлечён в грязный бизнес.
- Анна Полибенцева, «КиноРепортёр»:

Маленький южный городок, где все друг друга знают и живут в кредит, большие семьи заперты в маленьких квартирках, полицейский — брат проститутки, а батюшка ходит в „найках“, — очень похож на нашу действительность без лишней чернухи или глянца.
- Василий Степанов, «Сеанс»:

Основополагающие феномены местной жизни — нищета, безысходность, церковь, семейный вопрос — увидены без оторопи, порицания или нравоучительного самолюбования, а с живым интересом.
- Юлия Шагельман, «Коммерсантъ»:

Конечно, центральный образ „шлюхи с золотым сердцем“ отнюдь не нов — взять хоть Сонечку Мармеладову, хоть „Интердевочку“, с которой у „Чик“ явно прослеживается тематическая и интонационная связь. Однако едва ли не впервые за последние лет 30 на российском телевидении проститутки не „тоже люди“, а просто — люди.
- Виктория Колодонова, «Собеседник»:

„Чики“, несмотря на то, что это слово вроде бы устарело и мало кто им пользуется, современные и настоящие. Именно так живёт южная провинция, именно так живут провинциальные проститутки. Хотя называть их путанами и жрицами любви совершенно не хочется.
- Иван Филиппов, Forbes:

Сама история, которая рассматривает роль женщины в обществе, буквально на каждом шагу перекликается с самыми острыми дискуссиями о феминизме последних лет. Просто в контексте сериала никто специальных акцентов на этом не делает, и вместо очередного срача вдруг выходит содержательный разговор.
- Егор Москвитин, Meduza:

Сказать, что эта история динамична и продумана до мелочей, — всё равно что выдавать шашлычную за Колизей. Но „Чики“ предлагают массу причин оставаться у экрана даже тогда, когда в сериале что-то ненадолго заглохло.